# وینبورگ (کالیفرنیا)
وینبورگ (به انگلیسی: Vineburg) یک منطقهٔ مسکونی در ایالات متحده آمریکا است که در شهرستان سونوما، کالیفرنیا واقع شده‌است. وینبورگ ۱۵٫۸۵ متر بالاتر از سطح دریا واقع شده‌است.